# Колледж Святого Кевина (Оамару)
Ко́лледж Свято́го Ке́вина (англ. St Kevin's College), известный также как Редкасл (англ. Redcastle) в Оамару, Новая Зеландия, основан в 1927 году. Это католическая школа, основанная Христианскими Братьями и Сёстрами-Доминиканками для пансионеров и студентов дневной формы обучения. Совместная форма обучения появилась в колледже в 1983 году.

## Основание и история
Несмотря на то, что создание католической школы-интерната для мальчиков в Отаго обсуждалось ещё в 1890 году, этот проект получил развитие в 1925 году. Епископ Данидина, Джеймс Уайт, призвал к сотрудничеству Христианских Братьев, которые много лет сотрудничали со школой Данидина. Епископ вместе с архиепископом Христианских Братьев, П. И. Хики (англ. P. I. Hickey), изучили различные варианты размещения колледжа и выбрали местечко «Redcastle» в Оамару как наиболее подходящее.

### Приобретение имущества
В 1925 году церковные власти приобрели усадьбу и имущество, принадлежащие в настоящее время колледжу, в том числе 40 акров земли за 8000 фунтов стерлингов и более десятка дополнительных акров земли, которые были приобретены за 1000 фунтов стерлингов в 1928 году.
В мае 1926 года преподобный Мур (англ. Rev. Br Moore) приехал в Данидин для организации выставки и ярмарки в целях покрытия расходов на строительство, а преподобный Дауд (англ. Rev. Br Dowd) совершил поездку по стране, собирая пожертвования. Таки образом было собрано около 7000 фунтов стерлингов. В том же году началось строительство колледжа под руководством преподобного Пранстера (англ. Rev. Br Prunster).

### Открытие колледжа
Торжественное благословение и открытие нового колледжа, названного Колледж Святого Кевина, в честь основателя монастыря и школы в Глендалохе, состоялось 6 февраля 1927 года. На открытии присутствовали архиепископы Редвуд и О'Ши, епископы Уайт, Клири, Броди и Листон, досточтимые отцы Линч, Гудман, доктор Джини, О’Рейли, Коллинз, Фенелон, МакГеттиган, Монаган, Скэнлан и Финдли. Среди около 2500 приглашённых были представители из Данидина и соседних провинций.

### Интеграция
В феврале 1983 года в колледже Святого Кевина было введено совместное обучение, появился интернат для девочек и день студенток. Одновременно с этим колледж был интегрирован в государственную систему образования.
До 1979 года девочки занимались в Тешемейкерс (англ. Teschemakers), в 12 км к югу от Оамару. Когда школа в Тешемейкерс закрылась, был образован Фонд St Thomas’s Hostel, с помощью которого были куплены квартиры на Балморал-стрит в Оамару. Девочки жили в этих квартирах до 1984 года, когда хостел переехал на место бывшего начального колледжа. Сегодня, работающий под руководством Фонда колледжа Святого Кевина, он может вместить более 100 девушек.
В наши дни на территории колледжа размещаются несколько зданий, новая библиотека, административный блок, технический блок, спортзал, музыкальные и художественные студии и концертный зал.
В 1996 году светским директором колледжа (англ. lay principal) был назначен Джастин Бойл, сменивший на этом посту Джо Лорена, тринадцатого директора, служившего на этом посту дольше остальных. В 2002 году светским директором был назначен Брент Рассел. Таким образом, Христианские братья передали управление колледжа светским после 75 лет присутствия в Редкасле. По состоянию на май 2013 года ректором колледжа был Пол Р. Олсен, а Христианские братья оставались собственниками колледжа.

## Студенты
В 2011 году в колледже обучались 430 студентов (52 % девушек и 48 % юношей). Национальный состав студентов был представлен в следующем соотношении: новозеландские европейцы/пакеха 84 %; маори 8 %; представители океанских народностей 2 %; прочие 6 %. 120 студентов проживали в хостеле колледжа Святого Кевина, самом большом на Южном острове интернате для студентов совместного обучения.
Для учащихся старших классов колледж предлагает получить государственное свидетельство об академической успеваемости (NCEA). Колледж считается одним из лучших академических колледжей Отаго, студенты которого показывают хорошие результаты.

## Ректоры и директора́ колледжа
- 1927—1933 Б. Ф. Мэги (англ. B. F. Magee)
- 1933—1936 М. М. О’Коннор (англ. M. M. O'Connor)
- 1936—1938 Дж. Б. Геттонс (англ. J. B. Gettons)
- 1939—1945 М. Д. МакКарти (англ. M. D. McCarthy)
- 1945—1951 П. К. Райан (англ. P. C. Ryan)
- 1951—1952 Дж. А. Моррис (англ. J. A. Morris)
- 1953—1957 Дж. И. Кэрролл (англ. J. I. Carroll)
- 1958—1961 Дж. Б. Даффи (англ. J. B. Duffy)
- 1961—1967 П. А. МакМанус (англ. P. A. McManus)
- 1968—1971 Дж. М. Хессиан (англ. J. M. Hessian)
- 1972—1974 П. А. Бойд (англ. P. A. Boyd)
- 1975—1979 М. Б. Сканлан (англ. M. B. Scanlan)
- 1980—1996 Б. Дж. Лорен (англ. B. J. Lauren)[6][8]

В 1996 году в колледже был назначен первый светский (не принадлежащий религиозной конфессии) директор, Джастин Бойл (англ. Justin Boyle).
Светский персонал стал необходим в школах Христианских братьев ввиду того, что члены конгрегации обретали почтенный возраст, новых членов конгрегации было мало, а кроме того, этого требовал и Закон об условиях интеграции частных школ 1975 года (англ. Private Schools Conditional Integration Act 1975).
- 1996—2001 Дж. Г. Бойл (англ. J. G. Boyle)
- 2002—2010 К. Б. Рассел (англ. C. B. Russell)
- 2010 — настоящее время П. Р. Олсен (англ. P. R. Olsen)[6][8]

## Христианские братья
Основная статья: Конгрегация Христианских братьев в Новой Зеландии
В 2001 году Христианские братья покинули свою штаб-квартиру в Редкасле, располагавшейся на территории колледжа.
Последним преподавателем-членом ордена Христианских братьев был брат Тони Сиссон (англ. Brother Tony Sisson), который уехал в конце 2001 года. В 2002 году орден передал колледж в управление светских лиц.
Последним ректором-членом ордена Христианских братьев был Б. Дж. Лорен (англ. B J Lauren) с 1980 по 1996 годы. Он был 13-м ректором и дольше всех остальных исполнял свои обязанности. Он отказался от ректорства в 1996 году, чтобы стать лидером общины Христианских братьев в Новой Зеландии.
Последним членом ордена Христианских братьев в администрации колледжа в должности старшего администратора и декана последнего курса был Френк У. Перкинс (англ. Frank W. Perkins). В 1999 году он получил работу в колледже Нукутере на Раротонге, острова Кука, а затем стал его директором.

## Сёстры-доминиканки
В 1983 году, после объединения с колледжем Св. Томаса и доминиканским колледжем для девочек Тешмейкерс (англ. Teschmakers), в колледже Святого Кевина появились Сёстры-доминиканки. Это были сестра Джоан (англ. Sister Joan), сестра Кэтрин-Лабор (англ. Sister Catherine-Laboure) и сестра Мадлен (англ. Sister Madeleine).
Сёстры М. Тереза (англ. Sister M. Therese) и Бенетт (англ. Sister Bennett) в конце 1980-х — начале 1990-х годов были в совете попечителей колледжа, но никогда в нём не преподавали.
Сестра Кэтрин-Лабор, которая была главой колледжа Святого Томаса, заняла должность старшей сестры-хозяйки и стала руководителем отдела религиоведения и христианской жизни. Сестра Мадлен занял пост декана младшего курса обучения.
Сёстры-доминиканки до конца 2008 года были членами Попечительского совета, но с тех пор покинули колледж.

## Культура и искусство в колледже Святого Кевина
Культура и искусство занимают важное место в жизни студентов колледжа Святого Кевина. Основными культурными мероприятиями в колледже считаются:
- House Drama — театральные постановки
- Bishop’s Shield — публичные дебаты, выступления, чтение Священного Писания, театральные постановки
- Choral Festival — фестиваль хоровых выступлений
- Major Production — музыкальные концерты (в 2011 году — постановка мюзикла Сюссикл[англ.])
- Stage Challenge — сценические выступления
- Inter-House Debating — общественные дискуссии
- Scripture Reading Competitions — конкурс чтецов
- Public Speaking Competitions — конкурс ораторов
- Writing Competitions — конкурс писателей

## Известные выпускники
Некоторые известные выпускники колледжа:
- Мари Боуден[англ.] — член сборной Новой Зеландии по нетболу.
- Леонард Бойл[англ.] — почётный католический епископ Данидина. Пятый епископ на кафедре Данидина (1983—2005).
- Дональд Кэмерон[англ.] — спортивный журналист[13].
- Томас Кохлен[англ.] — фланкер сборной Новой Зеландии по регби, 1958.
- Питер Грешем[англ.] — член Парламента Уаитотары[англ.] (1990—1993), Уангануи[англ.] (1993—1996), министр социального обеспечения[англ.] (1996—1999).
- Геван Герлихи[англ.] — член Парламента Отаго[англ.] (1996—2002).
- Джим Кирни[англ.] — первый правый замок/стягивающий национальной сборной по регби, 1947—1949.
- Кевин Лейдлоу[англ.] — член национальной сборной по регби, 1960.
- Френк МакАтамни[англ.] — проп (столб) национальной сборной по регби, 1956.
- Билл МакКоу[англ.] — капитан национальной сборной по регби (1954), восьмой, фланкер (1951—1954).
- Дензил Мойли[англ.] (Пьер Дензил) — священник диоцеза Окленда, писатель, бывший редактор газеты Zealandia[англ.], лидер католиков-традиционалистов Новой Зеландии.
- Алек Нилл[англ.] — член Парламента Уаитаки[англ.] (1999, 2001—2002).
- Кевин Скиннер[англ.] — капитан национальной сборной по регби (1952), проп (1949—1956).
- Боб Стюарт[англ.] — капитан национальной сборной по регби, левый форвард (1949—1954); тренер по регби, флотоводец во времена Второй мировой войны.
- Томас Уильямс — кардинал, заслуженный архиепископ Веллингтона.